# Gambia na Mistrzostwach Świata w Lekkoatletyce 2009
Gambia na Mistrzostwach Świata w Lekkoatletyce 2009, reprezentowana była tylko przez dwoje zawodników – 1 kobietę i 1 mężczyznę. Żaden ze sportowców nie zdobył medalu na tych mistrzostwach.

## Występy reprezentantów Gambii

### Mężczyźni
| Konkurencja | Zawodnik        | Kwal.    | Kwal. | Ćwierćfinał   | Ćwierćfinał   | Półfinał      | Półfinał      | Finał         | Finał         |
| Konkurencja | Zawodnik        | Wynik    | Poz.  | Wynik         | Poz.          | Wynik         | Poz.          | Wynik         | Poz.          |
| ----------- | --------------- | -------- | ----- | ------------- | ------------- | ------------- | ------------- | ------------- | ------------- |
| 100 m       | Suwaibou Sanneh | 11.02 SB | 71    | Nie awansował | Nie awansował | Nie awansował | Nie awansował | Nie awansował | Nie awansował |

### Kobiety
| Konkurencja | Zawodniczka  | Kwal.    | Kwal. | Ćwierćfinał    | Ćwierćfinał    | Półfinał       | Półfinał       | Finał          | Finał          |
| Konkurencja | Zawodniczka  | Wynik    | Poz.  | Wynik          | Poz.           | Wynik          | Poz.           | Wynik          | Poz.           |
| ----------- | ------------ | -------- | ----- | -------------- | -------------- | -------------- | -------------- | -------------- | -------------- |
| 100 m       | Fatou Tiyana | 12.22 PB | 43    | Nie awansowała | Nie awansowała | Nie awansowała | Nie awansowała | Nie awansowała | Nie awansowała |